# William Dalrymple
William Dalrymple (Edimburgo, 20 marzo 1965) è uno storico e scrittore britannico, specializzatosi nella storia e le arti dell'India.

## Biografia
Nato in Scozia, Dalrymple è figlio di Sir Hew Hamilton-Dalrymple, X Baronetto di North Berwick, e di Lady Anne-Louise Keppel, figlia di Walter Keppel, IX Conte di Albemarle; per questa linea di discendenza, è cugino di terzo grado della Regina Camilla, entrambi pronipoti di William Keppel, VII Conte di Albemarle. È pronipote di Virginia Woolf. Suo fratello, Jock, fu un giocatore di cricket di prima classe. Il più giovane di quattro fratelli, crebbe a North Berwick, sulle rive del Firth of Forth. Descrive la sua infanzia come idilliaca e all'antica, quasi edoardiana. Tra i suoi antenati c'è una principessa Moghul che sposò un antenato dei Dalrymple. Dalrymple  ha studiato all'Ampleforth College e al Trinity College dell'Università di Cambridge, dove fu prima borsista di Storia e poi ricercatore senior di Storia. 
Dalrymple si recò per la prima volta a Delhi il 26 gennaio 1984, e vive in India in maniera intermittente fin dal 1989, trascorrendo la maggior parte dell'anno nella sua fattoria di Mehrauli, alla periferia di Delhi, ma trascorrendo le estati a Londra ed Edimburgo. Sua moglie, Olivia, è un'artista e proviene da una famiglia con legami di lunga data con l'India. La coppia ha tre figli. Sua moglie è imparentata con l'attrice scozzese Rose Leslie. La coppia ha tre figli, uno dei quali, Sam Dalrymple, è uno storico e cofondatore di un'iniziativa di pace chiamata Progetto Dastaan.
A soli ventidue anni, Dalrymple intraprese un viaggio da Gerusalemme a Xanadu che egli racconta nel suo primo libro, In Xanadu, del 1989. Nel successivo City of Djinns, del 1994, narra la storia della città di Delhi.
Affascinato dal Cristianesimo Orientale scrive il terzo libro di viaggio: From the Holy Mountain: A Journey in the Shadow of Byzantium, del 1997, un intenso viaggio tra i luoghi del Vicino e Medio Oriente sulle orme di un viaggio compiuto da Giovanni Mosco nel VI secolo d.C. Seguono i saggi raccolti in The Age of Kali.
Dalrymple ha pubblicato, tra il 2002 e il 2019, la tetralogia di storie incentrate sulla disintegrazione dell'Impero Moghul in India e l'ascesa della East India Company, la società privata britannica che avrebbe poi conquistato e soggiogato il subcontinente indiano tra il XVIII e XIX secolo. L'ordine cronologico, non di pubblicazione, di trattazione degli eventi narrati ne The Company Quartet è il seguente: The Anarchy (2019), White Mughals (2002), Return of a King (2012), The Last Mughal (2006).
Scrive regolarmente per The New York Review of Books, The Guardian, New Statesman e The New Yorker.
Tra i riconoscimenti ottenuti si segnalano il Wolfson History Prize del 2002 per Nella terra dei Moghul Bianchi e il Duff Cooper Prize del 2006 per L'assedio di Delhi.

## Opere
- Il Milione: da Gerusalemme a Xanadu sulle orme di Marco Polo (In Xanadu, 1989), Collana Saggi stranieri, Milano, Rizzoli, 1999, ISBN 978-88-178-6140-3.
- Delhi. Un anno tra i misteri dell'India (City of Djinns: A Year in Delhi, 1994), traduzione di M. Bottini, Collana Saggi stranieri, Milano, Rizzoli, 2001, ISBN 978-88-178-6793-1.
- Dalla montagna sacra. Un viaggio all'ombra di Bisanzio (From the Holy Mountain: A Journey in the Shadow of Byzantium, 1997), traduzione di L. Santini, Collana Saggi stranieri, Milano, Rizzoli, 1998, ISBN 978-88-178-5018-6.
- In India (The Age of Kali, 1998), traduzione di Sergio Mancini, Collana Saggi stranieri, Milano, Rizzoli, 2000, ISBN 978-88-178-6424-4.
- (EN) Begums, Thugs & White Mughals. The Journals of Fanny Parkes, 2002.
- Nove vite. Alla ricerca del sacro nell’India moderna (Nine lives: In Search of the Sacred in Modern India, 2009), traduzione di Svevo D'Onofrio, Collezione La collana dei casi n.88, Milano, Adelphi, 2011, ISBN 978-88-459-2601-3.
- The Writer’s Eye, Harper Collins India, 2016, ISBN 978-9-3517-7925-4.
- W. Dalrymple-Anita Anand, Koh-i-Noor (Koh-i-Noor: The History of the World's Most Infamous Diamond, 2017), traduzione di Svevo D'Onofrio, Collezione La collana dei casi n.134, Milano, Adelphi, 2020, ISBN 978-88-459-3484-1.
- The Golden Road: How Ancient India Transformed the World, London, Bloomsbury Publishing, 2024, ISBN 978-14-088-6441-8.

#### The Company Quartet: The Decline and Fall of the Mughal Empire and the Rise of the East India Company
- Nella terra dei Moghul Bianchi. Amore, tradimento e morte nell'India coloniale (White Mughals, 2002), Collana Saggi stranieri, Milano, Rizzoli, 2002, ISBN 978-88-178-7106-8.
- L'assedio di Delhi. 1857. Lo scontro finale fra l'ultima dinastia Moghul e l'Impero britannico (The Last Mughal, The Fall of a Dynasty, Delhi 1857, 2006), Collana Varia Saggistica straniera, Milano, Rizzoli, 2007, ISBN 978-88-170-1958-3.
- Il ritorno di un Re (Return of a King: The Battle for Afghanistan, 2012), traduzione di S. D'Onofrio, Collezione L'oceano delle storie n.20, Milano, Adelphi, 2015, ISBN 978-88-459-2997-7.
- Anarchia (The Anarchy: The Relentless Rise of the East India Company, 2019), traduzione di Svevo D'Onofrio, Collezione L'oceano delle storie n.27, Milano, Adelphi, 2022, ISBN 978-88-459-3661-6.

### Curatele
- Lonely Planet Sacred India, Lonely Planet Publications, 1999, ISBN 17-40-593-66-9.
- Princes and Painters in Mughal Delhi 1707–1857, Penguin Books India, 2012, ISBN 978-0-1434-1906-8.
- Forgotten Masters: Indian Painting for the East India Company, Philip Wilson Publishers, 2020, ISBN 978-17-81-30-101-2.